# Piacenza Football Club 1997-1998
Questa pagina raccoglie le informazioni riguardanti il Piacenza Football Club nelle competizioni ufficiali della stagione 1997-1998.

## Stagione

Pietro Vierchowod

Nella stagione 1997-1998 dopo la salvezza ottenuta allo spareggio, la squadra del Piacenza di Vincenzo Guerini viene rivoluzionata da numerose cessioni degli elementi migliori: Taibi passa al Milan, Di Francesco (entrato nel giro della Nazionale) alla Roma e Luiso al Vicenza, in cambio di Roberto Murgita. Bortolo Mutti si trasferisce sulla panchina del Napoli e viene sostituito da Vincenzo Guerini, reduce da una salvezza in Serie B con la Reggina; l'acquisto di maggior rilievo è Giovanni Stroppa, ex Milan e Udinese, che viene frenato però da numerosi infortuni. Tra i pali il giovane Matteo Sereni che non fa rimpiangere Massimo Taibi.
L'avvio di campionato vede il Piacenza in grave difficoltà, nonostante gli innesti autunnali del trentottenne Pietro Vierchowod, di renato Buso e dell'ex capocannoniere della serie cadetta Davide Dionigi: dopo 10 giornate i biancorossi sono ultimi con 4 punti e nessuna vittoria. Poi cambia tutto, lentamente la squadra biancorossa risale la classifica, pur pagando l'assenza di un uomo-gol in attacco, chiude il girone di andata a 17 punti e va a conquistare la terza salvezza consecutiva all'ultima giornata di campionato, con la vittoria (1-3) sul campo del retrocesso Lecce, vanificando la vittoria del Brescia al Tardini sul Parma. Nella Coppa Italia il Piacenza entra in scena nel secondo turno, superando il Cagliari, poi nel terzo turno viene eliminata dall'Inter.

## Divise e sponsor
Il fornitore ufficiale di materiale tecnico per la stagione 1997-1998 fu Lotto, interrompendo dopo diversi anni la fornitura con ABM. Termina anche la sponsorizzazione della Cassa di Risparmio di Parma e Piacenza, presente sotto diverse denominazioni fin dalla fine degli anni ottanta; per questa stagione la maglia non presenta sponsor.
| Casa | Trasferta | Terza divisa |

## Organigramma societario
Area direttiva
- Presidente: Stefano Garilli
- Vicepresidente: Fabrizio Garilli
- Segretario: Giovanni Rubini

Area tecnica
- Direttore sportivo: Gian Pietro Marchetti
- Allenatore: Vincenzo Guerini
- Allenatore in 2ª e Primavera: Maurizio Braghin
- Allenatore dei portieri: Rino Gandini
- Preparatore atletico: Gianfranco Baggi

Area sanitaria
- Medico sociale: Augusto Terzi
- Massaggiatore: Biagio Nogara

## Rosa[4]
| N. |                   | Ruolo | Calciatore          |
| -- | ----------------- | ----- | ------------------- |
| 1  | Italia (bandiera) | P     | Matteo Sereni       |
| 2  | Italia (bandiera) | D     | Cleto Polonia       |
| 3  | Italia (bandiera) | D     | Paolo Tramezzani    |
| 4  | Italia (bandiera) | C     | Roberto Bordin      |
| 5  | Italia (bandiera) | D     | Mirko Conte         |
| 6  | Italia (bandiera) | D     | Daniele Delli Carri |
| 7  | Italia (bandiera) | A     | Massimo Rastelli    |
| 8  | Italia (bandiera) | A     | Fabian Valtolina    |
| 9  | Italia (bandiera) | A     | Roberto Murgita     |
| 10 | Italia (bandiera) | C     | Giovanni Stroppa    |
| 11 | Italia (bandiera) | A     | Gianpietro Piovani  |
| 12 | Italia (bandiera) | P     | Gianluca Marchesini |
| 13 | Italia (bandiera) | D     | Stefano Sacchetti   |
| 14 | Italia (bandiera) | D     | Marco Rossi         |

| N. |                   | Ruolo | Calciatore         |
| -- | ----------------- | ----- | ------------------ |
| 15 | Italia (bandiera) | C     | Marco Piovanelli   |
| 16 | Italia (bandiera) | C     | Giuseppe Scienza   |
| 17 | Italia (bandiera) | C     | Aladino Valoti     |
| 18 | Italia (bandiera) | C     | Alessandro Mazzola |
| 19 | Italia (bandiera) | A     | Simone Inzaghi     |
| 20 | Italia (bandiera) | D     | Daniele Cozzi      |
| 21 | Italia (bandiera) | C     | Andrea Tagliaferri |
| 22 | Italia (bandiera) | P     | Sergio Marcon      |
| 23 | Italia (bandiera) | C     | Luca Matteassi     |
| 24 | Italia (bandiera) | A     | Francesco Zerbini  |
| 25 | Italia (bandiera) | A     | Gabriele Ballotta  |
| 26 | Italia (bandiera) | D     | Pietro Vierchowod  |
| 27 | Italia (bandiera) | C     | Renato Buso        |
| 28 | Italia (bandiera) | A     | Davide Dionigi     |

## Calciomercato[4]

### Sessione estiva
| Acquisti | Acquisti           | Acquisti              | Acquisti      |
| R.       | Nome               | da                    | Modalità      |
| -------- | ------------------ | --------------------- | ------------- |
| P        | Matteo Sereni      | Sampdoria             | prestito      |
| D        | Marco Rossi        | Eintracht Francoforte | svincolato    |
| D        | Stefano Sacchetti  | Sampdoria             | definitivo    |
| C        | Roberto Bordin     | Napoli                | svincolato    |
| C        | Alessandro Mazzola | Reggiana              | definitivo    |
| C        | Marco Piovanelli   | Lazio                 | comproprietà  |
| C        | Giovanni Stroppa   | Udinese               | definitivo    |
| A        | Simone Inzaghi     | Lumezzane             | fine prestito |
| A        | Roberto Murgita    | Vicenza               | definitivo    |
| A        | Massimo Rastelli   | Lucchese              | definitivo    |

| Cessioni | Cessioni             | Cessioni | Cessioni                  |
| R.       | Nome                 | a        | Modalità                  |
| -------- | -------------------- | -------- | ------------------------- |
| P        | Massimo Taibi        | Milan    | definitivo                |
| D        | Umberto Colicchio    | Fidenza  |                           |
| D        | Alessandro Lucarelli | Leffe    | prestito                  |
| D        | Settimio Lucci       | Verona   | definitivo                |
| D        | Stefano Maccoppi     |          | fine carriera             |
| C        | Carlo Ballotta       | Leffe    |                           |
| C        | Eusebio Di Francesco | Roma     | svincolato                |
| C        | Daniele Moretti      | Pescara  | prestito                  |
| C        | Fausto Pari          | Modena   | svincolato                |
| C        | Gabriele Pin         |          | fine carriera             |
| A        | Pasquale Luiso       | Vicenza  | definitivo (3 miliardi £) |
| A        | Andrea Tentoni       | Chievo   | definitivo                |

### Sessione autunnale
| Acquisti | Acquisti          | Acquisti | Acquisti                      |
| R.       | Nome              | da       | Modalità                      |
| -------- | ----------------- | -------- | ----------------------------- |
| D        | Pietro Vierchowod | -        | svincolato                    |
| C        | Renato Buso       | Lazio    | comproprietà (1,5 miliardi £) |
| A        | Davide Dionigi    | Milan    | comproprietà                  |

| Cessioni | Cessioni       | Cessioni  | Cessioni                    |
| R.       | Nome           | a         | Modalità                    |
| -------- | -------------- | --------- | --------------------------- |
| D        | Mirko Conte    | Napoli    | definitivo (3,5 miliardi £) |
| A        | Simone Inzaghi | Brescello | prestito                    |

## Risultati

### Serie A

#### Girone di andata
| Arbitro: | Cesari (Genova) |

|                 |           |                        |
| Delli Carri 64’ | Marcatori | 29’ (aut.) Delli Carri |

| Arbitro: | Bazzoli (Merano) |

|                                             |           |                                     |
| Di Carlo 33’ (rig.) Luiso 52’ Di Napoli 60’ | Marcatori | 29’ (rig.) Tramezzani 70’ Valtolina |

| Arbitro: | Trentalange (Torino) |

|             |           |                            |
| Scienza 45’ | Marcatori | 1’, 63’ Crespo 29’ Sensini |

| Arbitro: | Borriello (Mantova) |

|                      |           |  |
| Sabau 40’ Hubner 46’ | Marcatori |  |

| Piacenza 5 ottobre 1997 5ª giornata | Piacenza              | 0 – 0 referto | Bologna | Stadio Leonardo Garilli\| Arbitro: \| Racalbuto (Gallarate) \| |
| Arbitro:                            | Racalbuto (Gallarate) |               |         |                                                                |

| Arbitro: | Bettin (Padova) |

|                                        |           |                    |
| Tovalieri 44’, 73’ Montella 51’ (rig.) | Marcatori | 48’ (rig.) Dionigi |

| Piacenza 2 novembre 1997 7ª giornata | Piacenza           | 0 – 0 referto | Fiorentina | Stadio Leonardo Garilli\| Arbitro: \| De Santis (Tivoli) \| |
| Arbitro:                             | De Santis (Tivoli) |               |            |                                                             |

| Arbitro: | Serena (Bassano del Grappa) |

|                               |           |  |
| Poggi 45’ Bierhoff 88’ (rig.) | Marcatori |  |

| Piacenza 22 novembre 1997 9ª giornata | Piacenza          | 0 – 0 referto | Lazio | Stadio Leonardo Garilli\| Arbitro: \| Messina (Bergamo) \| |
| Arbitro:                              | Messina (Bergamo) |               |       |                                                            |

| Arbitro: | Pairetto (Nichelino) |

|                              |           |                          |
| C. Esposito 14’ Bettella 44’ | Marcatori | 6’, 38’ Dionigi 89’ Buso |

| Arbitro: | Collina (Viareggio) |

|              |           |  |
| Rastelli 88’ | Marcatori |  |

| Arbitro: | Farina (Novi Ligure) |

|             |           |             |
| Piovani 79’ | Marcatori | 77’ Fonseca |

| Bari 21 dicembre 1997 13ª giornata | Bari            | 0 – 0 referto | Piacenza | Stadio San Nicola\| Arbitro: \| Braschi (Prato) \| |
| Arbitro:                           | Braschi (Prato) |               |          |                                                    |

| Arbitro: | Ceccarini (Livorno) |

|                      |           |                               |
| Sgrò 67’ Carrera 90’ | Marcatori | 87’ Rastelli 90+4’ Vierchowod |

| Arbitro: | Borriello (Mantova) |

|  |           |             |
|  | Marcatori | 69’ Moriero |

| Arbitro: | Pellegrino (Barcellona Pozzo di Gotto) |

|           |           |              |
| Aldair 6’ | Marcatori | 86’ Rastelli |

| Arbitro: | Messina (Bergamo) |

|             |           |  |
| Scienza 78’ | Marcatori |  |

#### Girone di ritorno
| Arbitro: | Tombolini (Ancona) |

|             |           |  |
| Maniero 90’ | Marcatori |  |

| Arbitro: | Rodomonti (Teramo) |

|             |           |           |
| Murgita 56’ | Marcatori | 47’ Zauli |

| Arbitro: | De Santis (Tivoli) |

|                   |           |          |
| Crespo 13’ (rig.) | Marcatori | 27’ Buso |

| Piacenza 15 febbraio 1998 21ª giornata | Piacenza        | 0 – 0 referto | Brescia | Stadio Leonardo Garilli\| Arbitro: \| Treossi (Forlì) \| |
| Arbitro:                               | Treossi (Forlì) |               |         |                                                          |

| Arbitro: | Trentalange (Torino) |

|                                  |           |  |
| Andersson 34’, 52’ R. Baggio 88’ | Marcatori |  |

| Arbitro: | Serena (Bassando del Grappa) |

|             |           |  |
| Murgita 47’ | Marcatori |  |

| Arbitro: | Racalbuto (Gallarate) |

|                      |           |                    |
| D. Morfeo 71’ (rig.) | Marcatori | 26’ (rig.) Dionigi |

| Arbitro: | Bolognino (Milano) |

|  |           |                               |
|  | Marcatori | 18’ (rig.) Bierhoff 27’ Poggi |

| Roma 22 marzo 1998 26ª giornata | Lazio              | 0 – 0 referto | Piacenza | Stadio Olimpico\| Arbitro: \| Tombolini (Ancona) \| |
| Arbitro:                        | Tombolini (Ancona) |               |          |                                                     |

| Piacenza 29 marzo 1998 27ª giornata | Piacenza        | 0 – 0 referto | Empoli | Stadio Leonardo Garilli\| Arbitro: \| Cesari (Genova) \| |
| Arbitro:                            | Cesari (Genova) |               |        |                                                          |

| Arbitro: | Serena (Bassano del Grappa) |

|                 |           |                                |
| C. Bellucci 51’ | Marcatori | 33’ Scienza 82’ (rig.) Dionigi |

| Arbitro: | Borriello (Mantova) |

|                          |           |  |
| Zidane 53’ Del Piero 80’ | Marcatori |  |

| Arbitro: | Treossi (Forlì) |

|  |           |             |
|  | Marcatori | 25’ Masinga |

| Arbitro: | Collina (Viareggio) |

|                                    |           |  |
| Piovani 2’, 55’ (rig.) Murgita 64’ | Marcatori |  |

| Milano 3 maggio 1998 32ª giornata | Inter            | 0 – 0 referto | Piacenza | Stadio Giuseppe Meazza\| Arbitro: \| Bazzoli (Merano) \| |
| Arbitro:                          | Bazzoli (Merano) |               |          |                                                          |

| Arbitro: | Braschi (Prato) |

|                                                |           |                                                      |
| Piovani 45’ (rig.) Murgita 58’ Valtolina 90+5’ | Marcatori | 45+1’ Di Francesco 52’ (rig.) Totti 86’ Paulo Sérgio |

| Arbitro: | Pairetto (Nichelino) |

|                          |           |                                               |
| F. Palmieri 90+1’ (rig.) | Marcatori | 40’ Murgita 50’ Vierchowod 70’ (rig.) Piovani |

## Coppa Italia
| Arbitro: | Treossi (Forlì) |

|                             |           |                         |
| Muzzi 18’, 27’ De Patre 47’ | Marcatori | 12’ Piovani 38’ Murgita |

| Arbitro: | Collina (Viareggio) |

|                           |           |               |
| Valtolina 17’ Murgita 60’ | Marcatori | 28’ Banchelli |

| Arbitro: | Rodomonti (Teramo) |

|  |           |                       |
|  | Marcatori | 17’, 19’, 58’ Ronaldo |

| Arbitro: | Branzoni (Pavia) |

|  |           |             |
|  | Marcatori | 90’ Stroppa |

## Statistiche

### Statistiche di squadra[17]
| Competizione | Punti | Totale | Totale | Totale | Totale | Totale | Totale | DR  |
| Competizione | Punti | G      | V      | N      | P      | Gf     | Gs     | DR  |
| ------------ | ----- | ------ | ------ | ------ | ------ | ------ | ------ | --- |
| Serie A      | 37    | 34     | 7      | 16     | 11     | 29     | 38     | -9  |
| Coppa Italia |       | 4      | 2      | 0      | 2      | 5      | 7      | -2  |
| Totale       |       | 38     | 9      | 16     | 13     | 34     | 45     | -11 |

### Statistiche dei giocatori[4]
| Giocatore      | Serie A  | Serie A | Coppa Italia | Coppa Italia | Totale   | Totale |
| Giocatore      | Presenze | Reti    | Presenze     | Reti         | Presenze | Reti   |
| -------------- | -------- | ------- | ------------ | ------------ | -------- | ------ |
| R. Bordin      | 21       | 0       | 2            | 0            | 23       | 0      |
| R. Buso        | 20       | 2       | 2            | 0            | 22       | 2      |
| M. Conte       | 1        | 0       | 1            | 0            | 2        | 0      |
| D. Delli Carri | 31       | 1       | 4            | 0            | 35       | 1      |
| D. Dionigi     | 23       | 5       | 1            | 0            | 24       | 5      |
| S. Inzaghi     | 0        | 0       | 1            | 0            | 1        | 0      |
| S. Marcon      | 1        | -1      | 3            | -4           | 4        | -5     |
| A. Mazzola     | 30       | 0       | 4            | 0            | 34       | 0      |
| R. Murgita     | 27       | 5       | 3            | 2            | 30       | 7      |
| M. Piovanelli  | 13       | 0       | 4            | 0            | 17       | 0      |
| G. Piovani     | 30       | 5       | 4            | 1            | 34       | 6      |
| C. Polonia     | 11       | 0       | 3            | 0            | 14       | 0      |
| M. Rastelli    | 31       | 3       | 3            | 0            | 34       | 3      |
| M. Rossi       | 24       | 0       | 3            | 0            | 27       | 0      |
| S. Sacchetti   | 16       | 0       | 2            | 0            | 18       | 0      |
| G. Scienza     | 31       | 3       | 3            | 0            | 34       | 3      |
| M. Sereni      | 34       | -38     | 1            | -3           | 35       | -41    |
| G. Stroppa     | 20       | 0       | 3            | 1            | 23       | 1      |
| A. Tagliaferri | 1        | 0       | 0            | 0            | 1        | 0      |
| P. Tramezzani  | 32       | 1       | 2            | 0            | 34       | 1      |
| A. Valoti      | 21       | 0       | 3            | 0            | 24       | 0      |
| F. Valtolina   | 19       | 2       | 3            | 1            | 22       | 3      |
| P. Vierchowod  | 29       | 2       | 1            | 0            | 30       | 2      |
| F. Zerbini     | 2        | 0       | 0            | 0            | 2        | 0      |